# Satanismo Calibro 9
I Satanismo Calibro 9 sono un gruppo musicale italiano.
Il loro stile ambientale e rumorista segue le direttive della scena death industrial di cui hanno fatto parte gruppi italiani quali Atrax Morgue e i Mauthausen Orchestra. I molti rimandi all'occultismo hanno spinto qualcuno a definire la loro matrice sonora "esoterica, cerimoniale e preterumana".

## Discografia
- 2007 – Satana mi ingravida (Satan Makes Me Pregnant)
- 2008 – The Decline
- 2009 – Supernova
- 2011 – Orgasmurder
- 2012 – Isis Rising
- 2013 – V.I.T.R.I.O.L.
- 2013 – Adamant Orgon Ritual (con Uncodified)
- 2013 – Typhon Rising
- 2014 – Hel
- 2015 – Sitra Achra
- 2016 – Kymah Rising
- 2017 – Dark Ork (con i Djinn)
- 2018 – Ov Death